# Кабаны
Кабаны, или свиньи (лат. Sus), — род всеядных парнокопытных из семейства свиных.
Родина кабана — Евразия, однако позднее эти копытные расселились по всем континентам, кроме районов Арктики, Антарктиды, труднодоступных горных районов, некоторых пустынь и островов. Как показали данные археологических раскопок в Халлан Чеми Тепе, юго-восточная Турция, кабаны были одомашнены более 10 000 лет назад, ещё до коз и овец.

## Классификация
База данных Американского общества маммологов (ASM Mammal Diversity Database) признаёт 9 современных видов кабанов:
- Sus ahoenobarbus
- Бородатая свинья (Sus barbatus)
- Висайская бородавчатая свинья (Sus cebifrons)
- Целебесская свинья (Sus celebensis)
- Sus oliveri
- Филиппинская свинья (Sus philippensis)
- Кабан, или дикая свинья (Sus scrofa)
- Домашняя свинья (Sus domesticus), одомашненная форма кабана
- Яванская свинья (Sus verrucosus)

Малоизученная индокитайская свинья (Sus bucculentus) иногда считается валидным видом, вымершим в историческое время. Тем не менее, недавние исследования свидетельствуют в пользу того, что этот таксон может быть синонимом местного подвида кабанов (Sus scrofa moupinensis). Домашняя свинья иногда считается подвидом кабана, Sus scrofa domesticus. Карликовая свинья, ранее часто классифицировавшаяся как Sus salvanius, ныне включается в монотипический род Porcula. В некоторых источниках висайская бородавчатая свинья и яванская свинья вместе с родственными вымершими видами (см. ниже) выделяются в собственный род Dasychoerus.
К. Гровс и П. Грабб, придерживаясь концепции филогенетического вида, указывают в своём справочнике Ungulate Taxonomy (2011) от 17 до 21 вида кабанов, многие из которых были получены путём деления традиционных Sus scrofa и Sus verrucosus. В настоящее время данная классификация остаётся спорной. Гровс и Грабб не рассматривали географическую изменчивость многих из признанных ими видов, использовали небольшую выборку или вовсе не указывали её, не ссылались на какие-либо филогенетические исследования и не давали критической оценки иных (традиционных) классификаций.
- Sus ahoenobarbus
- Бородатая свинья (Sus barbatus)
- Висайская бородавчатая свинья (Sus cebifrons)
- Целебесская свинья (Sus celebensis)
- Sus oliveri
- Филиппинская свинья (Sus philippensis)
- Группа видов Sus scrofa
  - Sus chirodontus
  - Sus cristatus
  - Sus davidi
  - Sus leucomystax
  - Sus moupinensis
  - Центральноевропейский кабан (Sus scrofa)
  - Sus taevanys
  - Уссурийский кабан (Sus ussuricus)
  - Sus vittatus
  -  ? Средиземноморский кабан (Sus meridionalis)
  -  ? Sus nigripes
  -  ? Sus riukiuanus
  -  ? Забайкальский кабан (Sus sibiricus)
- Sus blouchi
- Яванская свинья (Sus verrucosus)

### Палеонтология
По данным сайта Mikko's Phylogeny Archive, в род кабанов (Sus sensu lato) включают ещё 16 видов, описанных по ископаемым остаткам:
- † Sus nanus van der Made, 1988
- † Sus sangirensis von Koenigswald, 1963
- † Sus australis Han, 1987
- † Sus bijiashanensis Han et al., 1975
- † Sus falconeri Lydekker, 1884
- † Sus houi Qi et al., 1999
- † Sus jiaoshanensis Zhao, 1980
- † Sus liuchengensis Han, 1987
- † Sus lydekkeri Zdansky, 1928
- † Sus offecinalis Koenigswald, 1933
- † Sus peii Han, 1987
- † Sus subtriquetra Xue, 1981
- † Sus xiaozhu Han et al., 1975
- (Под)род Dasychoerus Gray, 1873
  - † Dasychoerus strozzi (Forsyth Major, 1881) [Sus strozzi]
  - † Dasychoerus arvanensis (Croizet & Jobert, 1828) [Sus arvanensis ]
  - † Dasychoerus natrunensis Pickford, 2012 [Sus minor (Tobien, 1936) in partem]